# Adolf Fryderyk I
Adolf Fryderyk I (ur. 15 grudnia 1588 r., zm. 27 lutego 1658 r.) – książę Meklemburgii-Schwerin od 1592 r. wraz z bratem Janem Albrechtem II, od 1610 r. książę całej Meklemburgii (nadal wraz z bratem), po podziale w 1621 r. samodzielny książę Meklemburgii-Schwerin (z przerwą w latach 1628–1631).

## Życiorys
Był starszym z dwóch synów księcia Meklemburgii-Schwerin Jana VII i Zofii, córki księcia Holsztynu-Gottorp Adolfa I. Wraz z bratem Janem Albrechtem II odziedziczyli tron książęcy po śmierci ojca w 1592 r. Faktyczne rządy przejęli po dojściu do lat sprawnych w 1608 r. W 1610 r. bracia zostali także książętami Meklemburgii-Güstrow po bezpotomnej śmierci tamtejszego księcia Karola I. W 1621 r. podzielili między siebie Meklemburgię, Adolfowi Fryderykowi przypadła wówczas Meklemburgia-Schwerin. Próbowali zachować neutralność podczas wojny trzydziestoletniej. Jednak ponieważ potajemnie wspierali króla duńskiego, po bitwie pod Lutter am Barenberge zostali uznani przez cesarza za wrogów. 19 stycznia 1628 r. cesarz Ferdynand II Habsburg ogłosił detronizację braci, a Meklemburgię oddał w ręce Albrechta von Wallensteina. W maju tego samego roku obaj bracia opuścili swój kraj. Powrócili do niego w 1631 r., wraz z wojskami szwedzkimi. Choć odzyskali tron, musieli odstąpić królowi szwedzkiemu części Meklemburgii, w tym m.in., Wismar, Neukloster, Warnemünde i wyspę Poel, z czego po pokoju westfalskim Adolf Fryderyk odzyskał tylko Warnemünde. Otrzymał wówczas jednak także tereny biskupstw Schwerinu i Ratzeburga, a także joannicką komandorię Mirow.
Adolf Fryderyk był dwukrotnie żonaty. Pierwszą żoną była Anna Maria (1601–1634), córka Ennona III, hrabiego Fryzji Wschodniej. Z tego małżeństwa pochodziło ośmioro dzieci:
- Chrystian Ludwik I (1623–1692), następca ojca jako książę Meklemburgii-Schwerin,
- Zofia Agnieszka (1625–1694),
- Karol (1626–1670), książę Meklemburgii-Mirowa,
- Anna Maria Dorota (1627–1669), żona księcia Saksonii-Weissenfels Augusta,
- Jan Jerzy (1629–1675),
- Jadwiga (1630–1631),
- Gustaw Adolf (1632–1670),
- Juliana (1633–1634).

Drugą żoną Jana Albrechta była od 1635 r. Maria Katarzyna (1616–1665), córka księcia brunszwicko-lüneburskiego na Dannenbergu Juliusza Ernesta. Z tego małżeństwa pochodziło kolejne jedenaścioro dzieci:
- Juliana Sybilla (1636–1701),
- Fryderyk I (1638–1688), książę Meklemburgii-Grabowa, ojciec późniejszych książąt Meklemburgii-Schwerin, Fryderyka Wilhelma, Karola Leopolda i Chrystiana Ludwika II,
- Krystyna (1639–1693),
- Bernard Zygmunt (1641–1641),
- Augusta (1643–1644),
- Maria Elżbieta (1646–1713),
- Anna Zofia (1647–1723), żona księcia oleśnickiego Juliusza Zygmunta wirtemberskiego,
- Adolf Ernest (1650–1651),
- Filip Ludwik (1652–1655),
- Henryk Wilhelm (1653–1653),
- Adolf Fryderyk II (1658–1708), książę Meklemburgii-Strelitz od 1701 r.